# Roger Alan Wade
Roger Alan Wade ist ein amerikanischer Songschreiber und Countrysänger. Wade hat vor seiner Solokarriere für Countrysänger wie Johnny Cash, Waylon Jennings oder George Jones gearbeitet. Er schrieb das Lied Country State of Mind (1986) für Hank Williams Jr., das Platz zwei der Hot Country Songs erreichte. Seine Lieder und Texte wurden mehrmals in der Fernsehsendung Jackass verwendet, in der sein Cousin Johnny Knoxville mitspielt. If You're Gonna Be Dumb, You Gotta Be Tough wurde in den Kinofilmen Jackass: The Movie und Jackass: Number Two verwendet.
Seine Texte beschäftigen sich häufig satirisch mit den Klischees der Rednecks und des Honky Tonk.
Für den 2011 verstorbenen Ryan Dunn schrieb er "The Light Outlives the Star".

## Diskografie
- 2006: All likkered up
- 2008: Stoned Traveler
- 2010: Deguello Motel
- 2011: Too Fat to Fly
- 2012: Southbound Train